# ポントゥス・ファルネルド
ハンス・ポントゥス・ファルネルド（Hans Pontus Farnerud, 1980年6月4日 - ）は、スウェーデン出身で、元同国代表のサッカー選手。現役時代のポジションはMF（センターハーフ）。弟のアレクサンデル・ファルネルドもサッカー選手である。

## 経歴
2002年2月にスウェーデン代表デビュー。出場機会は無かったが、2002 FIFAワールドカップ、UEFA EURO 2004のメンバーにも選ばれた。2010年までに11試合に出場した。

## 所属クラブ
- ランズクローナBoIS 1996-1998
- ASモナコ 1998-2005

→  RCストラスブール 2003-2004
- RCストラスブール 2005-2006
- スポルティング・クルーベ・デ・ポルトゥガル 2006-2008
- スターベクIF 2008-2011
- IFKヨーテボリ 2012-2013
- Glumslövs FF 2014

## 代表歴

### 出場大会
- U-21スウェーデン代表 2000-2001
- スウェーデン代表 2002-2010
  - 2002年2月13日 - A代表初出場 - ギリシャ代表戦
  - 2002年 - ワールドカップ (ベスト16)
  - 2004年 - UEFA EURO (ベスト8・出場機会無し)

### 試合数
- 国際Aマッチ 11試合 0得点（2002年-2010年）[1]

| スウェーデン代表 | 国際Aマッチ | 国際Aマッチ |
| 年               | 出場        | 得点        |
| ---------------- | ----------- | ----------- |
| 2002             | 4           | 0           |
| 2003             | 2           | 0           |
| 2004             | 3           | 0           |
| 2005             | 0           | 0           |
| 2006             | 0           | 0           |
| 2007             | 0           | 0           |
| 2008             | 0           | 0           |
| 2009             | 0           | 0           |
| 2010             | 2           | 0           |
| 通算             | 11          | 0           |